# Фрідрік Йонссон
Фрідрік Йонссон (Fridrik Jonsson; 8 травня 1967) — ісландський дипломат. Надзвичайний і Повноважний Посол Ісландії в Україні за сумісництвом (з 2024).

## Життєпис
Народився 8 травня 1967 року в Рейк'явіку. У 1991 році отримав диплом бакалавра мистецтв Міжнародні відносини та дипломатія в Міжнародному університеті Шиллера, у 1992 магістра ділового адміністрування (MBA) Міжнародний бізнес в Міжнародному університеті Шиллера, у 1993 році диплома магістра мистецтв Міжнародні відносини та стратегічні дослідження в Бостонському університеті. Він вільно володіє ісландською, англійською та данською мовами, а також володіє німецькою.
У 1996—1998 рр. — Спеціаліст з питань політики, оборони, торгівлі та розвитку, Міністерство закордонних справ Ісландії
У 1998—2002 рр. — Перший секретар і радник з питань оборони Посольства Ісландії у Вашингтоні
У 2002—2006 рр. — Заступник голови місії в Посольстві Ісландії у Копенгагені
У 2006—2008 рр. — Директор політики, оборони, торгівлі та розвитку Міністерства закордонних справ Ісландії
У 2008—2009 рр. — Директор зі стратегічного планування та навчань в Ісландському оборонному агентстві, Ісландія
У 2009—2010 рр. — Міжнародні сили сприяння безпеці (ISAF) протягом 12 місяців на посаді заступника директора з питань розвитку стабілізаційного підрозділу, потім на посаді координатора розвитку в Місії ООН з надання допомоги Афганістану (UNAMA), Афганістан
У 2011—2014 рр. — Радник виконавчого директора країн Північної Європи та Балтії Правління Світового банку у Вашингтоні
У 2014—2019 рр. — Представник Ісландії на рівні національного військового представника в SHAPE у Монсі, Бельгія
У 2014—2019 рр. — Представник Ісландії у Військовому комітеті НАТО.
У 2019—2021 рр. — старший офіцер з Арктики в Арктичній раді, директор з оцінки розвитку.
У 2020—2021 рр. — Генеральний директор GRÓ, Центр розвитку потенціалу, сталого розвитку та соціальних змін.
У 2021—2023 рр. — Президент Ісландської конфедерації випускників університетів, член Національної економічної ради під головуванням Прем'єр-міністра Ісландії.
У 2023—2024 рр. — Офіцер ОБСЄ, Польщі, України, Кавказу та Центральної Азії, Міністерство закордонних справ Ісландії
У 2023—2024 рр. — Міністр-радник у Директораті міжнародних справ і політики Міністерства закордонних справ Ісландії
З 2024 року — Надзвичайний і Повноважний Посол Ісландії в Польщі та в Україні, Болгарії та Румунії з резиденцією у Варшаві.
25 жовтня 2024 року — вручив копії вірчих грамот заступнику міністра закордонних справ України Євгену Перебийнісу.
25 жовтня 2024 року — вручив вірчі грамоти Президенту України Володимиру Зеленському.